# Christoffel Polhem

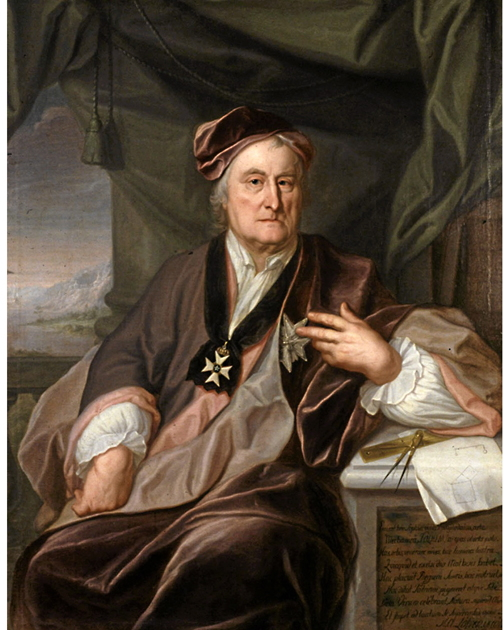
Christoffel Polhem (1741)

Christoffel Polhem (Visby (Gotland), 18 december 1661 - Stockholm, 30 augustus 1751) was een Zweeds wetenschapper, werktuigbouwkundige en ondernemer, die een belangrijke bijdrage heeft geleverd aan de economische en industriële ontwikkeling van Zweden, met name op het gebied van mijnbouw.

## Levensloop
Polhem werd geboren op Gotland. In 1687 ging hij studeren aan de Universiteit van Uppsala – wiskunde en natuurkunde, het laatste met een nadruk op mechanica. Hij kende echter geen Latijn (de wetenschappelijke voertaal van die tijd in Europa), waardoor zijn werk niet buiten Zweden gepubliceerd werd. Om die reden is hij relatief onbekend, hoewel zijn werk vaak op gelijke hoogte wordt geacht met de uitvindingen van Archimedes en Leonardo da Vinci.
Direct na zijn studie kreeg Polhem de opdracht om de middeleeuwse klok (± 1500) van de kathedraal van Uppsala van Petrus Astronomus te repareren. Hij voerde deze taak met groot succes uit en viel daardoor op bij Koning Karel XI van Zweden, die hem vroeg zijn aandacht te verleggen naar de Zweedse mijnbouw.
Voor zijn verdiensten werd Polhem in 1716 geridderd door Koning Karel en voorzien van een levenslang staatspensioen. 
Polhem heette bij zijn geboorte Polhammar, een naam die hij wijzigde toen hij tot ridder geslagen werd.
Polhems afbeelding staat op het Zweedse briefje van 500 kronen, samen met de beeltenis van koning Karel XI.

## Werk
Tegen het einde van de 17e eeuw en het begin van de 18e eeuw richtte Polhem zich op mijnbouw in Zweden, ter ondersteuning van de Zweedse staalproductie. Zijn innovaties maakten van Zweden de grootste staalproducent in Europa, een machtige handelsnatie en een koploper in de Industriële revolutie. Hij staat bekend als de "vader van de Zweedse werktuigbouwkunde". Hij was tijdgenoot en vriend van Emanuel Swedenborg.

### Mijnbouw
De directe aanleiding voor het verzoek van Koning Karel XI van Zweden was het instorten van de mijn bij Falun. De Zweedse mijnbouw had echter over het algemeen zeer grote problemen op het gebied van veiligheid en efficiëntie. Zweden bezit van nature zeer rijke en goed bereikbare lagen ijzererts, die rond de tijd van Polhem gewonnen werden met de brand-methode (het aansteken van vuren tegen de rotswanden aan, zodat deze zouden splijten door de hitte). 
De mijnen hadden echter flinke last van de bekende, Zweedse meren. De mijnen liepen dusdanig snel vol dat ruim een derde van de mijnwerkers voltijds bezig was met het leeghozen van de mijnschachten. Bovendien moest het erts met handgeduwde karren naar slecht-draaiende hoogovens gebracht worden, wat veel tijd kostte, duur was en slecht staal opleverde (terwijl het erts toch zo goed was).
Polhem begon aan een rondreis door Europa, waarbij hij methoden van mijnbouw bestudeerde en bekende natuurkundigen sprak (onder meer Leibniz, die een diepe indruk op Polhem maakte). Eenmaal teruggekeerd in Zweden, besloot Polhem om het probleem als oplossing te gaan gebruiken en waterkracht te gaan gebruiken om de mijnen droog te houden en het erts te verplaatsen over grotere afstanden. Daarvoor maakte hij gebruik van het al bestaande waterrad, dat hij echter uitbreidde met een overbrenging en een methode om de energie van het water over grote afstanden te transporteren. De zogeheten Polhem-raderen verrezen door heel Zweden en zijn nu nog overal te vinden.
Het stelsel van Polhem-raderen dreef eerst en vooral waterpompen aan die continu de mijnen leegpompten. Zo kon de volledige ploeg mijnwerkers aan het graven, wat de opbrengst met 33% vergrootte. Een waarschuwingssysteem van klokken op de raderen waarschuwde de mijnwerkers om te evacueren als de pompen stilvielen.
Daarnaast dreven de raderen stelsels van lopende banden aan die het erts verplaatsten richting de hoogovens.

### Productie van staal
Polhem richtte zich vervolgens op de eigenlijke productie van staal. Met steun van de nieuwe Koning Karel XII van Zweden zette hij een staalindustrie op in Stjärnsund die geheel voortgedreven werd door waterkracht. Hoogovens werden uitgerust met mechanisch aangedreven blaasbalgen om lucht in te persen, zodat er heter gestookt kon worden. Polhem ontwierp eerst een mechanisch aangedreven hamer om de slakken uit het ruwe staal te slaan, later de eerste walswielen aangedreven door water (voorloper van de moderne stoomwals) om de productie te versnellen. Daarnaast werd zijn rad ook toegepast voor militaire doeleinden – een enorm droogdok werd aangelegd dat door Polhem-raderen uitgepompt kon worden. Polhem was erin geslaagd Zweden in een klap het midden van de Industriële revolutie in te katapulteren.
Hoewel het grootste gedeelte van zijn productie-eenheden in 1731 door brand verwoest werden (alleen zijn fabriek voor klokken bleef over), zorgden Polhems vindingen ervoor dat Zweden een enorme handelsmacht werd in Europa. Polhems productiefaciliteiten produceerden, door de vergaande mechanisatie, snel het beste staal in Europa. Zweden werd een enorm rijk land.

### Onderzoeksinstituut
Belangrijker dan zijn fabriek echter, liet Polhem zijn land een onderzoeksinstituut na. Dit instituut, een in 1697 opgerichte voorloper van latere mechanische laboratoria, deed onderzoek naar mechanische toepassingen in de industrie. Het was uitgerust met modellen van werktuigen, tabellen van radergrootten en krachtoverbrengingen en alle andere vindingen die voortvloeiden uit Polhems werk.